# Imbrasia rhodina
Imbrasia rhodina är en fjärilsart som beskrevs av Rothschild 1907. Imbrasia rhodina ingår i släktet Imbrasia och familjen påfågelsspinnare. Inga underarter finns listade i Catalogue of Life.